# Битва под Вильной (1655)
Битва под Вильной (1655) — один из эпизодов Русско-польской войны 1654—1667 годов. Русское войско обратило в бегство войско противника, оборонявшие подходы к столице Великого княжества Литовского Вильне, и сходу взяла город. Небольшой гарнизон, который заперся в городском замке, капитулировал 31 июля 1655 года.

## Предыстория
Во второй половине мая 1655 года русское войско под командованием царя Алексея Михайловича выступило из Смоленска. Соединившись с черкасами или казаками наказного гетмана Ивана Золотаренко, 3 июля объединённое войско захватило Минск и выдвинулось на столицу Великого княжества Литовского Вильну (Вильнюс), где оборонялся гетман польный литовский Януш Радзивилл.
В конце июля 1655 года русское командование приняло решение дать генеральное сражение войскам Радзивилла, сосредоточенным под Вильной.

## Битва
Утром 28 июля русские войска выступили из Стодолактны в направлении Вильны, намереваясь в этот же день атаковать Радзивилла. Однако сложности с переправами в болотистой местности задержали наступление, и на позиции Радзивилла войска вышли только на следующий день.
Приблизившись к позициям противника, русские войска атаковали войска гетмана. Радзивилл не принял боя и попытался отойти в город. У самой границы города русским войскам удалось навязать Радзивиллу бой. В разгоревшемся сражении польско-литовские войска были разбиты. Выбитый из города гетман переправился по мосту через реку Вилию, где с помощью пехоты попытался прикрыть свой отход. Бой на мосту продолжался до вечера 29 июля, гетманскую пехоту удалось опрокинуть, но мост подожгли, и гетману удалось отступить.
В виленском замке заперся гарнизон под командой Казимира Жеромского, который сдался 31 июля 1655 года. Радзивилл, у которого осталось не более 5000 человек, преследуемый русскими войсками, отступил в Кейданы.

## Последствия
4 августа царь Алексей Михайлович совершил торжественный въезд в покорённую Вильну и принял титул «государя Полоцкого и Мстиславского», а после взятия других литовских городов — «великого князя Литовского, Белой России, Волынского и Подольского».
Согласно данным различных источников, в ходе взятия город был подвергнут значительному опустошению. В результате пожаров, эпидемии и мародёрства со стороны русских войск город был практически разрушен и значительная часть его населения погибла.